# NGC 1298
NGC 1298 је елиптична галаксија у сазвежђу Еридан која се налази на NGC листи објеката дубоког неба.
Деклинација објекта је - 2° 6' 49" а ректасцензија 3h 20m 13,0s. Привидна величина (магнитуда) објекта NGC 1298 износи 13,8 а фотографска магнитуда 14,8. NGC 1298 је још познат и под ознакама UGC 2683, MCG 0-9-62, CGCG 390-63, NPM1G -02.0115, PGC 12473.